# Akros-Excelsior-Thömus
L'Akros-Excelsior-Thömus (codi UCI: AET), conegut anteriorment com a Marchiol, és un equip ciclista suís, de ciclisme en ruta de categoria continental.
L'equip italià Marchiol es va crear el 2002, i va ser un club ciclista amateur fins al 2013. El 2014 va adquirir categoria continental. El 2015 es va fusionar amb l'equip Team Roth-Felt i va passar a tenir llicència suïssa i a anomenar-se Roth-Skoda. El 2016 va adquirir puja a categoria continental professional, però l'any següent va tornar a baixar a continental.

## Principals resultats
- Trofeu Edil C: Andrea Vaccher (2014)
- Giro del Friül-Venècia Júlia: Simone Antonini (2014)
- Trofeu Alcide De Gasperi: Alberto Cecchin (2015)
- Volta a Rodes: Colin Stüssi (2017)

### A les grans voltes
- Giro d'Itàlia
  - 0 participacions
- Tour de França
  - 0 participacions
- Volta a Espanya
  - 0 participacions

## Composició de l'equip
| \| Llista de l'equip 2016 \| Llista de l'equip 2016 \| Llista de l'equip 2016 \| Llista de l'equip 2016 \| \| Ciclista \| Data de naixement \| Equip previ \| \| \| --------------------------------------- \| ---------------------- \| ---------------------------------- \| ---------------------- \| \| Valentin Baillifard \| 25 de desembre de 1993 \| \| \| \| Nicolas Baldo \| 10 de juny de 1984 \| Team Vorarlberg (2015) \| \| \| David Belda García \| 18 de març de 1983 \| Burgos-BH (2015) \| \| \| Nico Brüngger \| 2 de novembre de 1988 \| \| \| \| Dimitri Bussard (1 de gen–20 de març) \| 10 de juliol de 1996 \| \| \| \| Alberto Cecchin \| 8 de agost de 1989 \| Nippo-De Rosa (2013) \| \| \| Marco D'Urbano \| 15 de agost de 1991 \| GM (2015) \| \| \| Lucas Gaday Orozco \| 20 de febrer de 1993 \| Unieuro Wilier (2015) \| \| \| Grischa Janorschke \| 30 de maig de 1987 \| Team Vorarlberg (2015) \| \| \| Lukas Jaun \| 29 de juliol de 1991 \| \| \| \| Martin Kohler \| 17 de juliol de 1985 \| Drapac Professional Cycling (2015) \| \| \| Matthias Krizek \| 29 de setembre de 1988 \| Felbermayr Simplon Wels (2015) \| \| \| Tristan Marguet \| 22 de agost de 1987 \| \| \| \| Dylan Page \| 5 de novembre de 1993 \| \| \| \| Frank Pasche \| 19 de març de 1993 \| \| \| \| Andrea Pasqualon \| 2 de gener de 1988 \| Area Zero (2014) \| \| \| Bruno Pires \| 15 de maig de 1981 \| Tinkoff-Saxo (2015) \| \| \| Colin Stüssi \| 4 de juny de 1993 \| \| \| \| Roland Thalmann \| 5 de agost de 1993 \| \| \| \| Nicola Toffali \| 20 de octubre de 1992 \| \| \| \| Giacomo Tomio (1 de gen–31 de jul) \| 6 de juliol de 1995 \| \| \| \| Andrea Vaccher \| 21 de desembre de 1988 \| \| \| \| Rino Zampilli \| 7 de març de 1984 \| \| \| \| Andrea Zordan \| 11 de juliol de 1992 \| \| \| \| \| \| \| \| \| Fonts: ProCyclingStats Cycling Archives \| \| \| \| |                        |                                    |  |
| Llista de l'equip 2016 |                        |                                    |  |
| Ciclista | Data de naixement      | Equip previ                        |  |
| Valentin Baillifard | 25 de desembre de 1993 |                                    |  |
| Nicolas Baldo | 10 de juny de 1984     | Team Vorarlberg (2015)             |  |
| David Belda García | 18 de març de 1983     | Burgos-BH (2015)                   |  |
| Nico Brüngger | 2 de novembre de 1988  |                                    |  |
| Dimitri Bussard (1 de gen–20 de març) | 10 de juliol de 1996   |                                    |  |
| Alberto Cecchin | 8 de agost de 1989     | Nippo-De Rosa (2013)               |  |
| Marco D'Urbano | 15 de agost de 1991    | GM (2015)                          |  |
| Lucas Gaday Orozco | 20 de febrer de 1993   | Unieuro Wilier (2015)              |  |
| Grischa Janorschke | 30 de maig de 1987     | Team Vorarlberg (2015)             |  |
| Lukas Jaun | 29 de juliol de 1991   |                                    |  |
| Martin Kohler | 17 de juliol de 1985   | Drapac Professional Cycling (2015) |  |
| Matthias Krizek | 29 de setembre de 1988 | Felbermayr Simplon Wels (2015)     |  |
| Tristan Marguet | 22 de agost de 1987    |                                    |  |
| Dylan Page | 5 de novembre de 1993  |                                    |  |
| Frank Pasche | 19 de març de 1993     |                                    |  |
| Andrea Pasqualon | 2 de gener de 1988     | Area Zero (2014)                   |  |
| Bruno Pires | 15 de maig de 1981     | Tinkoff-Saxo (2015)                |  |
| Colin Stüssi | 4 de juny de 1993      |                                    |  |
| Roland Thalmann | 5 de agost de 1993     |                                    |  |
| Nicola Toffali | 20 de octubre de 1992  |                                    |  |
| Giacomo Tomio (1 de gen–31 de jul) | 6 de juliol de 1995    |                                    |  |
| Andrea Vaccher | 21 de desembre de 1988 |                                    |  |
| Rino Zampilli | 7 de març de 1984      |                                    |  |
| Andrea Zordan | 11 de juliol de 1992   |                                    |  |
| |                        |                                    |  |
| Fonts: ProCyclingStats Cycling Archives |                        |                                    |  |

| \| Llista de l'equip 2017 \| Llista de l'equip 2017 \| Llista de l'equip 2017 \| Llista de l'equip 2017 \| \| Ciclista \| Data de naixement \| Equip previ \| \| \| -------------------------------------------- \| ---------------------- \| ---------------------- \| ---------------------- \| \| Valentin Baillifard \| 25 de desembre de 1993 \| \| \| \| Jonathan Fumeaux \| 7 de març de 1988 \| IAM Cycling (2016) \| \| \| Lukas Jaun \| 29 de juliol de 1991 \| \| \| \| Pirmin Lang \| 25 de novembre de 1984 \| IAM Cycling (2016) \| \| \| Damian Lüscher \| 16 de agost de 1997 \| \| \| \| Matthias Reutimann \| 15 de novembre de 1994 \| \| \| \| Colin Stüssi \| 4 de juny de 1993 \| \| \| \| Roland Thalmann \| 5 de agost de 1993 \| \| \| \| Diego Wendelspiess \| 26 de desembre de 1995 \| \| \| \| Anthony Rappo (1 de ago–31 de des, aprenent) \| 25 de juliol de 1995 \| \| \| \| \| \| \| \| \| Fonts: ProCyclingStats Cycling Quotient \| \| \| \| |                        |                    |  |
| Llista de l'equip 2017 |                        |                    |  |
| Ciclista | Data de naixement      | Equip previ        |  |
| Valentin Baillifard | 25 de desembre de 1993 |                    |  |
| Jonathan Fumeaux | 7 de març de 1988      | IAM Cycling (2016) |  |
| Lukas Jaun | 29 de juliol de 1991   |                    |  |
| Pirmin Lang | 25 de novembre de 1984 | IAM Cycling (2016) |  |
| Damian Lüscher | 16 de agost de 1997    |                    |  |
| Matthias Reutimann | 15 de novembre de 1994 |                    |  |
| Colin Stüssi | 4 de juny de 1993      |                    |  |
| Roland Thalmann | 5 de agost de 1993     |                    |  |
| Diego Wendelspiess | 26 de desembre de 1995 |                    |  |
| Anthony Rappo (1 de ago–31 de des, aprenent) | 25 de juliol de 1995   |                    |  |
| |                        |                    |  |
| Fonts: ProCyclingStats Cycling Quotient |                        |                    |  |

## Classificacions UCI

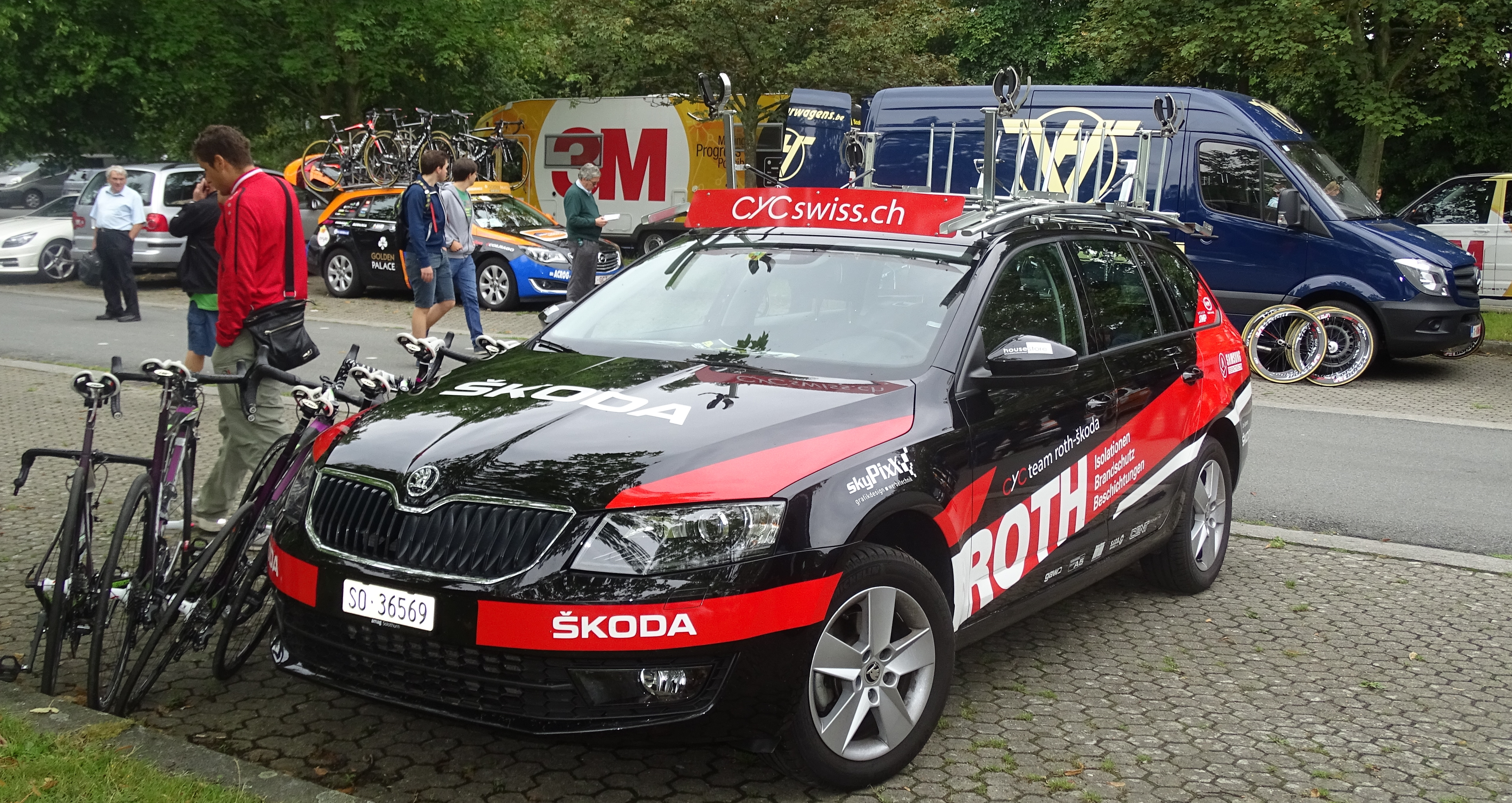
Vehicle de l'equip

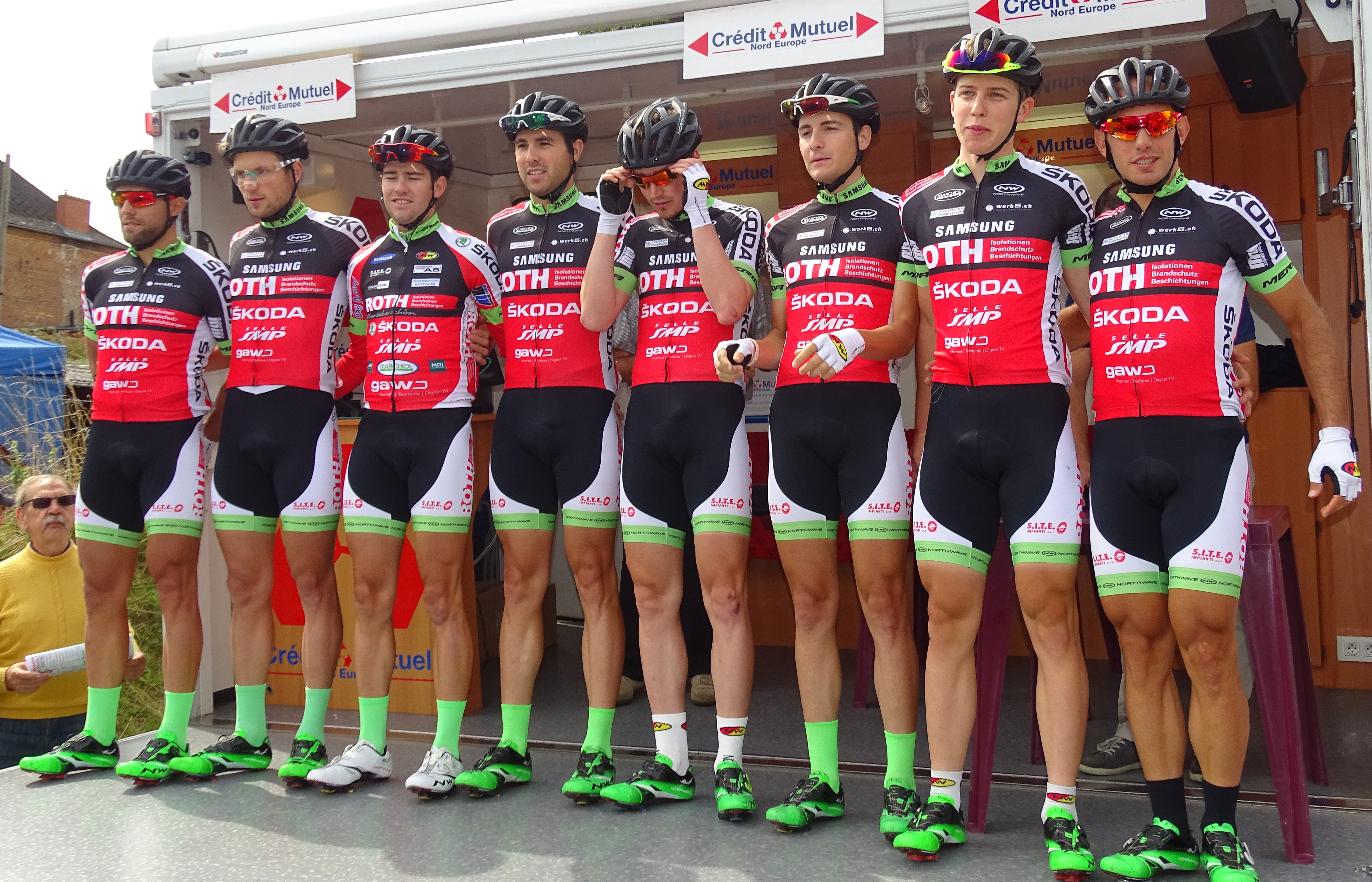
L'equip al 2015

A partir del 2014, l'equip participa en les proves dels circuits continentals i principalment en les curses del calendari de l'UCI Europa Tour.
UCI Àfrica Tour
| Temporada | Classificació per equips | Millor ciclista en la classificació individual |
| --------- | ------------------------ | ---------------------------------------------- |
| 2018      | 23è                      | Jonas Döring (199è)                            |

UCI Àsia Tour
| Temporada | Classificació per equips | Millor ciclista en la classificació individual |
| --------- | ------------------------ | ---------------------------------------------- |
| 2016      | 37è                      | Alberto Cecchin (70è)                          |
| 2017      | 46è                      | Colin Stüssi (124è)                            |
| 2018      | 81è                      | Gordian Banzer (257è)                          |

UCI Europa Tour
| Temporada | Classificació per equips | Millor ciclista en la classificació individual |
| --------- | ------------------------ | ---------------------------------------------- |
| 2014      | 62è                      | Andrea Vaccher (206è)                          |
| 2015      | 27è                      | Andrea Pasqualon (19è)                         |
| 2016      | 30è                      | Andrea Pasqualon (96è)                         |
| 2017      | 57è                      | Colin Stüssi (142è)                            |
| 2018      | 110è                     | Robin Froidevaux (1010è)                       |